# Кенжебаева, Ирина Викторовна
Ирина Викторовна Кенжебаева (до 2017 — Шенбергер; род. 20 февраля 1992, Темиртау, Казахстан) — казахстанская волейболистка, нападающая сборной Казахстана и клуба «Алтай» из  Усть-Каменогорска.

## Карьера
Ирина Шенбергер начала заниматься волейболом в 2003 году в ДЮСШ города Темиртау, первый тренер — Татьяна Валерьевна Герасимова. В 2008—2012 годах играла за команду «Металлург» Темиртау, состоящую из воспитанниц местного ДЮСШ. В 2012—2014 годах выступала за ВК «Жетысу» из Талдыкоргана, в составе которого дважды стала чемпионкой Казахстана. С сезона 2014/15 выступала три сезона за клуб «Астана». С октября 2017 года выступает за «Алтай»  из Усть-Каменогорска.
В 2008—2011 годах была игроком молодёжной сборной. С 2011 года выступает за основную сборную Казахстана. В составе сборной стала бронзовым (2012) и серебряным (2016) призёром Кубка Азии.

## Достижения
Клубные
- Победительница чемпионата Казахстана (2): 2012/13, 2013/14
- Серебряный призёр клубного чемпионата Азии: 2013
- Бронзовый призёр клубного чемпионата Азии: 2014

Со сборной Казахстана
- Бронзовый призёр Кубка Азии: 2012
- Серебряный призёр Кубка Азии: 2016